# Érik Comas
Érik Comas (Romans-sur-Isère, 1963. szeptember 28. –) francia autóversenyző, az 1988-as francia Formula–3-as bajnokság, valamint az 1990-es nemzetközi Formula–3000-es sorozat győztese.

## Pályafutása
1986-ban a francia Formula–Renault Turbo sorozat, majd 1987-ben a francia túraautó-bajnokság győztese volt.
1988-ban hazája Formula–3-as bajnokságának versenyein indult. Négy futamgyőzelmet szerzett, és végül nagy előnnyel nyerte meg a pontversenyt.
1989-ben és 1990-ben a DAMS versenyzője volt a nemzetközi Formula–3000-es szériában. A 89-es szezonban Jean Alesi-vel küzdött a bajnoki címért. A végelszámolásnál egyenlő pontszámmal végeztek, és csak a futamgyőzelmek száma döntött Alesi javára; Érik kettő, Jean három versenyen volt első. A következő évben négy viadalon végzett az élen, és további kétszer lett második. Végül megnyerte a bajnoki címet Eric van de Poele és Eddie Irvine előtt.

### Formula–1
A Formula–3000-es bajnoki cím megszerzése után otthagyta a sorozatot és a Formula–1-es világbajnokságon szereplő Ligier-istállóhoz szerződött. Az 1991-es és az 1992-es szezont e csapatnál töltötte. Ez időszak alatt a belga Thierry Boutsen volt a csapattársa.
Debütáló versenyén, az Egyesült Államokban nem ért el a futamon való induláshoz szükséges időeredményt. Az év folyamán még további kétszer nem jutott túl a kvalifikáción. Pontot nem szerzett a szezonban, legjobb eredménye egy nyolcadik helyezés volt a kanadai nagydíjról. A következő idényben háromszor végzett pontszerző pozícióban. A francia nagydíjon ötödikként ért célba, ami a legelőkelőbb eredmény volt Formula–1-es pályafutása alatt. Az összetett értékelést tizenegyedikként zárta; két ponttal többet gyűjtött, mint Boutsen.
Az 1992-es Belga Nagydíjon Comas súlyos balesetet szenvedett a Blanchimont kanyarban a szombati időmérőn. A pálya közepén, járó motorral, az eszméletlenül autójában ülő Comast Ayrton Senna mentette meg, aki megállította saját autóját, és rohant segíteni Comasnak. Látta, hogy üzemanyagot pumpál a sérült autó motorja, és bármelyik pillanatban felrobbanthatott volna tüzet okozva. A motort leállította, francia ellenfele beszorult lábát kiszabadította, és stabil helyzetben tartotta a fejét az orvosi segítség megérkezéséig. Comas Sennának tulajdonította, hogy megmentette az életét.
1993-ban és 1994-ben a Larrousse csapatával vett részt a világbajnokság versenyein. Három alkalommal zárt pontszerzőként a két év alatt. A 94-es szezon utolsó versenyén már nem állhatott rajthoz. Helyette Jean-Denis Délétraz indult a csapat autójával. A svájci kedvezőbb szponzorációs háttere miatt kapott lehetőséget Comas helyett.

### Formula–1 után
1995 és 2006 között nyolc alkalommal állt rajthoz a Le Mans-i 24 órás versenyen, valamint több japán túraautó-sorozatban is szerepelt ez idő alatt. Japánban több bajnoki címet is nyert.
A 2005-ös Le Mans-i futamon másodikként zárt két váltótársával, Emmanuel Collardal és Jean-Christophe Boullional.

## Eredményei
Teljes eredménylistája a nemzetközi Formula–3000-es sorozatban
(Táblázat értelmezése)

(Félkövér: pole-pozícióból indult; dőlt: leggyorsabb kört futott) 

| Év   | Csapat | 1     | 2     | 3      | 4     | 5      | 6      | 7      | 8      | 9      | 10    | 11    | Helyezés | Pont |
| ---- | ------ | ----- | ----- | ------ | ----- | ------ | ------ | ------ | ------ | ------ | ----- | ----- | -------- | ---- |
| 1989 | DAMS   | SIL 5 | VAL 4 | PAU Nk | JER 2 | PER Ki | BRH 3  | BIR Ki | SPA 2  | BUG 1  | DIJ 1 |       | 2.       | 39   |
| 1990 | DAMS   | DON 1 | SIL 2 | PAU Ki | JER 1 | MNZ 1  | PER Ki | HOC 4  | BRH Ki | BIR Ki | BUG 1 | NOG 2 | 1.       | 51   |

Teljes Formula–1-es eredménylistája
(Táblázat értelmezése)

(Félkövér: pole-pozícióból indult; dőlt: leggyorsabb kört futott) 

| Év   | Csapat                 | Modell         | Motor           | 1      | 2      | 3      | 4      | 5      | 6      | 7      | 8      | 9      | 10     | 11     | 12     | 13     | 14     | 15     | 16     | Helyezés | Pont |
| ---- | ---------------------- | -------------- | --------------- | ------ | ------ | ------ | ------ | ------ | ------ | ------ | ------ | ------ | ------ | ------ | ------ | ------ | ------ | ------ | ------ | -------- | ---- |
| 1991 | Ligier Gitanes         | Ligier JS35    | Lamborghini V12 | USA Nk | BRA Ki | SMR 10 | MON 10 | CAN 8  | MEX Nk | FRA 11 | GBR Nk | GER Ki | HUN 10 | BEL Ki | ITA 11 | POR 11 | ESP Ki | JPN Ki | AUS 18 | -        | 0    |
| 1992 | Ligier Gitanes Blondes | Ligier JS37    | Renault V10     | RSA 7  | MEX 9  | BRA Ki | ESP Ki | SMR 9  | MON 10 | CAN 6  | FRA 5  | GBR 8  | GER 6  | HUN Ki | BEL Nk | ITA Ki | POR Ki | JPN Ki | AUS Ki | 11.      | 4    |
| 1993 | Larrousse F1           | Larrousse LH93 | Lamborghini V12 | RSA Ki | BRA 10 | EUR 9  | SMR Ki | ESP 9  | MON Ki | CAN 8  | FRA 16 | GBR Ki | GER Ki | HUN Ki | BEL Ki | ITA 6  | POR 11 | JPN Ki | AUS 12 | 20.      | 1    |
| 1994 | Tourtel Larrousse F1   | Larrousse LH94 | Ford V8         | BRA 9  | PAC 6  | SMR Ki | MON 10 | ESP Ki | CAN Ki | FRA Ki | GBR Ki | GER 6  | HUN 8  | BEL Ki | ITA 8  | POR Ki | EUR Ki | JPN 9  | AUS    | 23.      | 2    |

Le Mans-i 24 órás autóverseny
| Év   | Csapat                 | Autó                 | Csapattárs         | Csapattárs               | Helyezés | Kiesés oka |
| ---- | ---------------------- | -------------------- | ------------------ | ------------------------ | -------- | ---------- |
| 1995 | Larbre Compétiton      | Porsche 911 GT2      | Jean-Pierre Jarier | Jesús Pareja             | Kiesett  | Baleset    |
| 1997 | Nissan Motorsport      | Nissan R390 GT1      | Kazuyoshi Hoshino  | Masahiko Kageyama        | 12.      |            |
| 1998 | Nissan Motorsports     | Nissan R390 GT1      | Jan Lammers        | Andrea Montermini        | 6.       |            |
| 1999 | Nissan Motorsport      | Nissan R390          | Michael Krumm      | Satoshi Motoyama         | Kiesett  | Motorhiba  |
| 2002 | Playstation Team Oreca | Dallara SP1          | Olivier Beretta    | Pedro Lamy               | 5.       |            |
| 2004 | Pescarolo Sport        | Pescarolo C60        | Soheil Ayari       | Benoît Tréluyer          | 4.       |            |
| 2005 | Pescarolo Sport        | Pescarolo C60 Hybrid | Emmanuel Collard   | Jean-Christophe Boullion | 2.       |            |
| 2006 | Pescarolo Sport        | Pescarolo C60 Hybrid | Emmanuel Collard   | Nicolas Minassian        | 5.       |            |